# F17魚雷
F-17魚雷是法國在1970年代開發的重型線導魚雷，是為了取代1960年代開發的L5魚雷而生，該魚雷為法國在冷戰中期的主要潛艦武器。

## 歷史
由於法國潛艦的主力武器L5魚雷在推銷給購買法國潛艦的海外用戶時被詬病射程過短，法國造艦局為了解決這個問題開發了射程為L5兩倍的新型電動魚雷，也就是F17魚雷，設計初期工程師決定將其配備以銅線與潛艦射控系統可單向傳輸訊號的線導設計，初期版本為了整合線導功能，放棄了L5魚雷已配備的主動聲納尋標器，僅保留被動追音尋標器。此型魚雷除了配備在潛艦上作為反艦魚雷，喬治萊格級反潛巡防艦也配備這款武器作為長距離反潛武器運用。
在爭取外銷給沙烏地阿拉伯時，法國工程師重新將主動聲納整合回魚雷內，因此出現了本國軍隊使用的型號較國外客戶性能較差的現象。
F17魚雷量產版本主要有以下三種:
- Mod1：1971年量產的版本，35節航速時射程20公里，魚雷僅安裝被動聲納，無法反潛。
- Mod2：1988年開發，1990年量產，導入F17P的開發技術翻修Mod1型並加以改良，長度縮短，極速增加為40節。
- F17P Mod2：1985年開發，1988年量產的改良外銷版本，射程與Mod 1相同，但裝設了湯姆笙CSF公司開發的主動/被動聲納尋標器，配備在沙烏地阿拉伯的麥地納級巡防艦（英语：Al Madinah-class frigate）上，生產了300枚。

升級為主動聲納的F17魚雷有四種搜索深度模式：200公尺、100公尺、30公尺、水面（6-20公尺），潛艦戰鬥系統可以同時接收魚雷與艦艇的聲源偵測訊號整合目標資訊，並遙控魚雷改變方向。
在21世紀後，法國海軍開發了F21魚雷取代了本款武器。

## 使用國家
- 法國
- 西班牙
- 沙烏地阿拉伯